# Charles Bendire
El mayor Charles Emil Bendire (27 de abril de 1836 – 4 de febrero de 1897) fue un soldado del ejército de los Estados Unidos y destacado ornitólogo y oólogo. El cuitlacoche piquicorto (Toxostoma bendirei) lleva su nombre en la nomenclatura científica.

## Primeros años de vida
Nacido como Karl Emil Bender en Bad König (Odenwald) en el Gran Ducado de Hesse-Darmstadt, era el mayor de seis hijos. Bender fue educado en casa hasta los doce años, después de lo cual asistió cinco años a una escuela teológica en Passy, cerca de París. Karl dejó la escuela repentinamente y regresó a casa, siguiendo el consejo de un amigo, él y su hermano Wilhelm Bender se fueron a Nueva York en 1853. Al llegar se encontraron con que el Nuevo Mundo no cumplía con sus expectativas. Wilhelm Bender pronto navegó hacia casa, pero se cayó por la borda en el mar.

## Carrera militar
Después de la partida de su hermano, Bender se alistó en el ejército de los Estados Unidos a la edad de dieciocho años el 10 de junio de 1854, cambió su nombre a Charles Bendire y eliminó por completo su segundo nombre. Aunque Bendire más tarde comenzaría a usar la inicial de su segundo nombre nuevamente en correspondencia y notas públicas, su nombre oficial no contenía  legalmente un segundo nombre.
Bendire pasó cinco años de servicio como soldado raso y posteriormente como cabo en la Compañía D, Primeros Dragones. Después de que terminó su período de servicio, Bendire dejó el ejército un año, pero se volvió a alistar el 8 de junio de 1860 y fue asignado a la Cuarta Caballería, donde se desempeñó sucesivamente como soldado raso, cabo, sargento y encargado de la seguridad de un hospital hasta que fue encomendado como segundo teniente en la Segunda Infantería el 18 de mayo de 1864. El 9 de septiembre del mismo año lo transfieren a la 1.ª Caballería, con el tiempo es ascendido a 1.er teniente (por "servicios valientes y meritorios" en la batalla de la estación Trevilian durante la guerra civil estadounidense), más tarde a capitán y luego a mayor. Se jubiló el 24 de abril de 1886, por discapacidad adquirida en el cumplimiento del deber.
En el tiempo que sirvió en el ejército, a Bendire lo enviaron a muchos lugares, a menudo aislados, a todo Estados Unidos, como por ejemplo, Virginia, Arizona, Washington y California. Bendire luchó principalmente contra los indígenas americanos durante los períodos de expansión de los Estados Unidos. Fue durante estos viajes por América del Norte que desarrolló una afición por todas las cosas silvestres, y en particular por las aves.

## Ornitología
Inicialmente envió cartas que contenían sus observaciones a otros naturalistas estadounidenses como Joel A. Allen, Thomas M. Brewer, Elliott Coues y Robert Ridgway, quienes las publicarían en revistas de naturaleza estadounidenses como Bulletin of the Nuttall Ornithological Club y American Naturalist. Sin embargo, en 1877 comenzó a publicar artículos usando su propio nombre.
La colección privada de 8000 huevos de Bendire sentó la base para la colección de huevos del Instituto Smithsoniano, entonces conocido como el Museo Nacional de EE. UU., en Washington, D. C. Bendire hizo nuevos descubrimientos sobre los hábitos migratorios de varias aves y descubrió varias especies nuevas, incluido el cuitlacoche piquicorto, Toxostoma bendirei.
En 1872, mientras patrullaba el centro de Arizona, según se cuenta, Bendire agarró un huevo de aguilucho negro de un nido para su colección mientras estaba bajo el fuego de un explorador apache y lo puso a salvo dentro de su boca hasta que pudiese regresar al campamento. Se dice que se partió un diente mientras intentaba sacar el huevo debido a su gran tamaño. 
También publicó una primera descripción de un pez de agua dulce del río Lost, conocido en la actualidad como Deltistes luxatus, en la revista Forest and Stream mientras estaba apostado en Fort Klamath en el centro-sur de Oregón. En ella proporciona descripciones tanto de los peces que vienen a desovar como de los indios Modoc que los capturaban en un importante lugar de pesca a lo largo del río Lost.
Bendire murió a causa de la enfermedad de Bright a la edad de 60 años.
Fue sepultado en el Cementerio Nacional de Arlington, en Arlington, Virginia .